# 市原市立市東第一小学校
市原市立市東第一小学校（いちはらしりつ しとうだいいちしょうがっこう）は、千葉県市原市瀬又にある公立小学校。文部科学省の学校コードはB112210004495、旧学校調査番号は121067。通称は一小（いっしょう）、市東一小（しとういっしょう）。

## 概要
市原市北東部の市津地区に位置する。明治時代に開校した歴史のある小学校で、2022年（令和4年）に開校140周年を迎えている。2017年（平成29年）には市原市立市東第二小学校と併合したが、名称は市原市立市東第一小学校のまま変更していない。京葉工業地域の造成に伴う地域内の団地造成進行が影響し1975年（昭和50年）頃から通学児童数が増加、最大は1983年（昭和58年）の18学級658名で、以降は減少傾向が続いている。

## 沿革

### 概歴

#### 三成小学校時代

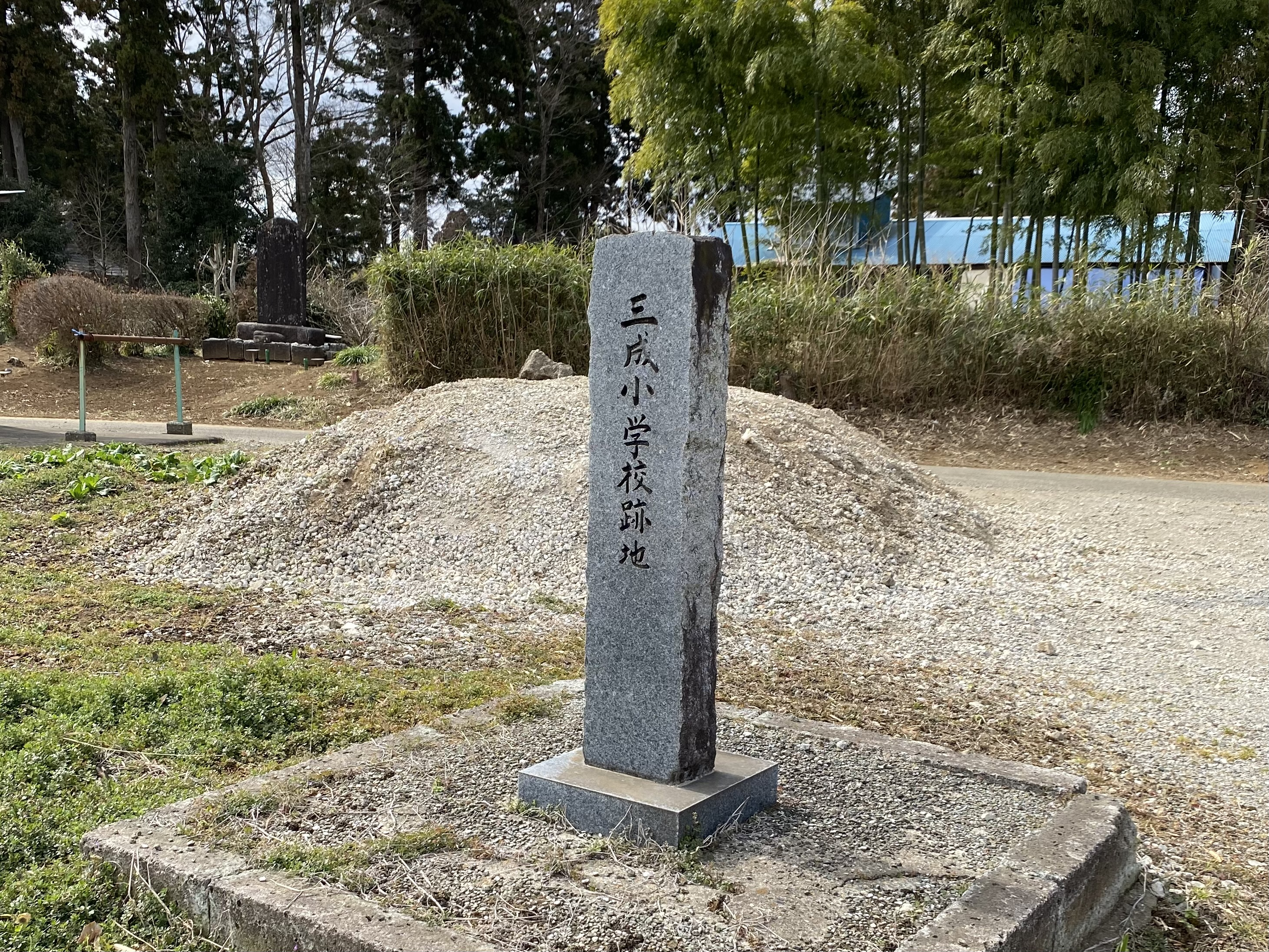
三成小学校跡地

1882年（明治15年）に瀬又小学校、東国吉小学校、永吉小学校が合併し、中野光徳寺に三成小学校として開校した。1892年（明治25年）には高等科を設置し、名称を三成尋常高等小学校に改めている。1912年（大正元年）に、大正尋常小学校を分離した。

#### 市東小学校時代
1940年（昭和15年）には、大正尋常小学校と併合して市東尋常高等小学校に改称し、旧三成尋常高等小学校の校舎を第一校舎、旧大正尋常小学校の校舎を第二校舎とした。その後、1941年（昭和16年）には国民学校令の公布により市東国民学校となった。戦後の1947年（昭和22年）に学校教育法が施行されると、市東村立市東小学校となる。

#### 市東第一小学校時代
翌々年の1949年（昭和24年）には、市東村立市東小学校は2校に分離し、旧第一校舎は市東村立市東第一小学校、旧第二校舎は市東村立市東第二小学校となった。1956年（昭和31年）には村合併により市津村立市東第一小学校に、1961年（昭和36年）には町制施行によって市津町立市東第一小学校となり、1963年（昭和38年）に再度の町村合併によって市原市が発足すると市原市立市東第一小学校と改称している。
1972年（昭和47年）には創立90周年となったほか、現在地に移転している。1989年（平成元年）には市原市立菊間小学校から分離した市原市立水の江小学校の通学区域に番場、押沼のそれぞれ一部を分離した。2016年（平成28年）にはスクールバスでの登下校を開始しており、2017年（平成29年）には市原市立市東第二小学校と統合した。

### 年表
- 1882年（明治15年） - 三成小学校として開校[3]。
- 1892年（明治25年） - 高等科を設置して三成尋常高等小学校に改称[3]。
- 1940年（昭和15年） - 大正尋常小学校と併合して市東尋常高等小学校第一校舎に改称[3]。
- 1941年（昭和16年）4月1日 - 市東国民学校第一校舎に改称[3]。
- 1947年（昭和22年）4月1日 - 市東村立市東小学校第一校舎に改称[3]。
- 1949年（昭和24年）4月1日 - 市東村立市東第一小学校に改称[3]。
- 1956年（昭和31年）2月11日 - 市津村立市東第一小学校に改称[3]。
- 1961年（昭和36年）4月1日 - 市津町立市東第一小学校に改称[3]。
- 1963年（昭和38年）5月1日 - 市原市立市東第一小学校に改称[3]。
- 1967年（昭和42年）4月1日 - 校章・校旗・校歌を制定[3]。
- 1972年（昭和47年）5月1日 - 現在地に移転[3]。
- 2016年（平成28年）4月1日 - スクールバス登校開始[3]。
- 2017年（平成29年）4月1日 - 市原市立市東第二小学校と併合[3]。

## 施設

### 敷地
敷地の詳細は以下の通りである。
| 所在地     | 〒290-0151               |
| 所在地     | 千葉県市原市瀬又1820番地 |
| 所有者     | 市原市                   |
| 敷地面積   | 16,939m2                 |
| 用途地域   | 指定なし                 |
| 指定建蔽率 | 60%                      |
| 指定容積率 | 100%                     |
| 取得価格   | 562,365,000円            |

### 建物
敷地内の建物は以下の通りである。
| 棟番号 | 棟名称     | 構造 | 階数        | 延床面積   | 建築年 | 耐震情報   | 備考     |
| ------ | ---------- | ---- | ----------- | ---------- | ------ | ---------- | -------- |
| 001    | 校舎-1・2  | RC造 | 地上3階建て | 1,636.00m2 | 1979年 | 耐震工事済 |          |
| 002    | 校舎-3     | RC造 | 地上2階建て | 1,405.00m2 | 1979年 | 耐震工事済 |          |
| 003    | 体育館     | RC造 | 地上1階建て | 783.00m2   | 1980年 | 耐震工事済 | IS値0.83 |
| 004    | 倉庫・物置 | 木造 | 地上1階建て | 46.00m2    | 1984年 | -          |          |
| 005    | 校舎・園舎 | 木造 | 地上1階建て | 39.00m2    | 1972年 | -          |          |
| 006    | 倉庫・物置 | S造  | 地上1階建て | 26.00m2    | 1975年 | -          |          |
| 007    | 倉庫・物置 | 木造 | 地上1階建て | 20.00m2    | 1980年 | -          |          |
| 008    | 倉庫・物置 | S造  | 地上1階建て | 16.00m2    | 1979年 | -          |          |
| 009    | 倉庫・物置 | S造  | 地上1階建て | 15.00m2    | 1993年 | -          |          |

## 規模
2022年（令和4年）4月1日現在の学校規模は以下の通りである。
| 児童数       | 93名      |
| 学級数       | 8学級     |
| 通学区域面積 | 24.878km2 |
| 通学区域人口 | 5,343人   |

## 通学区域
以下の町丁字とその範囲を通学区域として指定している。
- 永吉
- 中野
- 高田
- 番場
- 押沼
- 瀬又
- 高倉
- 東国吉
- 金剛地
- 奈良
- 古都辺
- 山之郷飛地

## 中学校区
- 市原市立市東中学校

## 隣接小学校区
- 市原市立湿津小学校
- 市原市立水の江小学校
- 市原市立清水谷小学校
- 市原市立ちはら台桜小学校
- 千葉市立誉田小学校
- 千葉市立誉田東小学校
- 千葉市立越智小学校
- 千葉市立大木戸小学校
- 千葉市立大椎小学校
- 茂原市立新治小学校
- 長柄町立長柄小学校

## アクセス
- ちはら台駅から徒歩49分
- 誉田駅から徒歩47分
- 小湊鐵道バス（鎌01系統）・千葉中央バス（ちはら台線）
  - 「パークシティちはら台」で下車後、徒歩24分